# French Frigate Shoals
French Frigate Shoals (hawaiano: Kānemilohaʻi), è il più grande atollo delle isole Hawaii nordoccidentali.
Il suo nome significa "banchi di sabbia della fregata francese" e ricorda l'esploratore francese Jean-François de La Pérouse che fu vicino a perdere due fregate quando provò a navigare le secche.
Situato a circa 487 miglia marine (902 km) a nord-ovest di Honolulu, l'atollo è costituito da 32 chilometri di una stretta barriera corallina a forma di semicerchio, 12 banchi di sabbia, e il piccolo atollo di 37 metri di altezza La Perouse Pinnacle, unica reminiscenza delle sue origini vulcaniche.
L'area totale di terra emersa è di 248.910 metri quadrati, ma l'immensa barriera corallina ha una superficie di oltre 940 chilometri quadrati. Tern Island ha una superficie di 105.270 metri quadrati, è dotata di una pista di atterraggio e abitazioni permanenti per un ridotto numero di persone.
L'atollo è amministrato dallo United States Fish and Wildlife Service e serve come stazione per lo Hawaiian Islands National Wildlife Refuge.

## Storia
Nonostante non sia presente nessuna testimonianza di un'estensiva attività o presenza umana nell'area, i primi visitatori delle French Frigate Shoals provenivano probabilmente dalle più vaste Isole Hawaii, che furono colonizzate dai Polinesiani tra il 1100 e il 1300 d.C.
La catena delle Isole Hawaii giaceva al di fuori delle rotte seguite dai primi esploratori Europei, e fino al quasi disastro di La Pérouse gli isolotti erano sconosciuti al mondo. La Pérouse, a bordo della fregata Boussole, stava navigando verso Ovest da Monterey verso Macao quando durante la notte del 6 Novembre 1786 i marinai notarono delle grandi onde dirigersi proprio verso la loro direzione, circa a 300 metri dalla loro posizione. Sia la Boussole che la loro nave compagna, la fregata Astrolabe, deviarono immediatamente passando a circa 30 metri dalle grandi onde. All'alba, le imbarcazioni tornarono indietro e mapparono la zona sudest dell'atollo, scoprendo anche lo sperone di roccia che in seguito fu nominato: La Pérouse. La Pérouse dette alle secca il nome di Basse des Frégates Françaises, la " secca delle fregate francesi" (French Frigate Shoals).

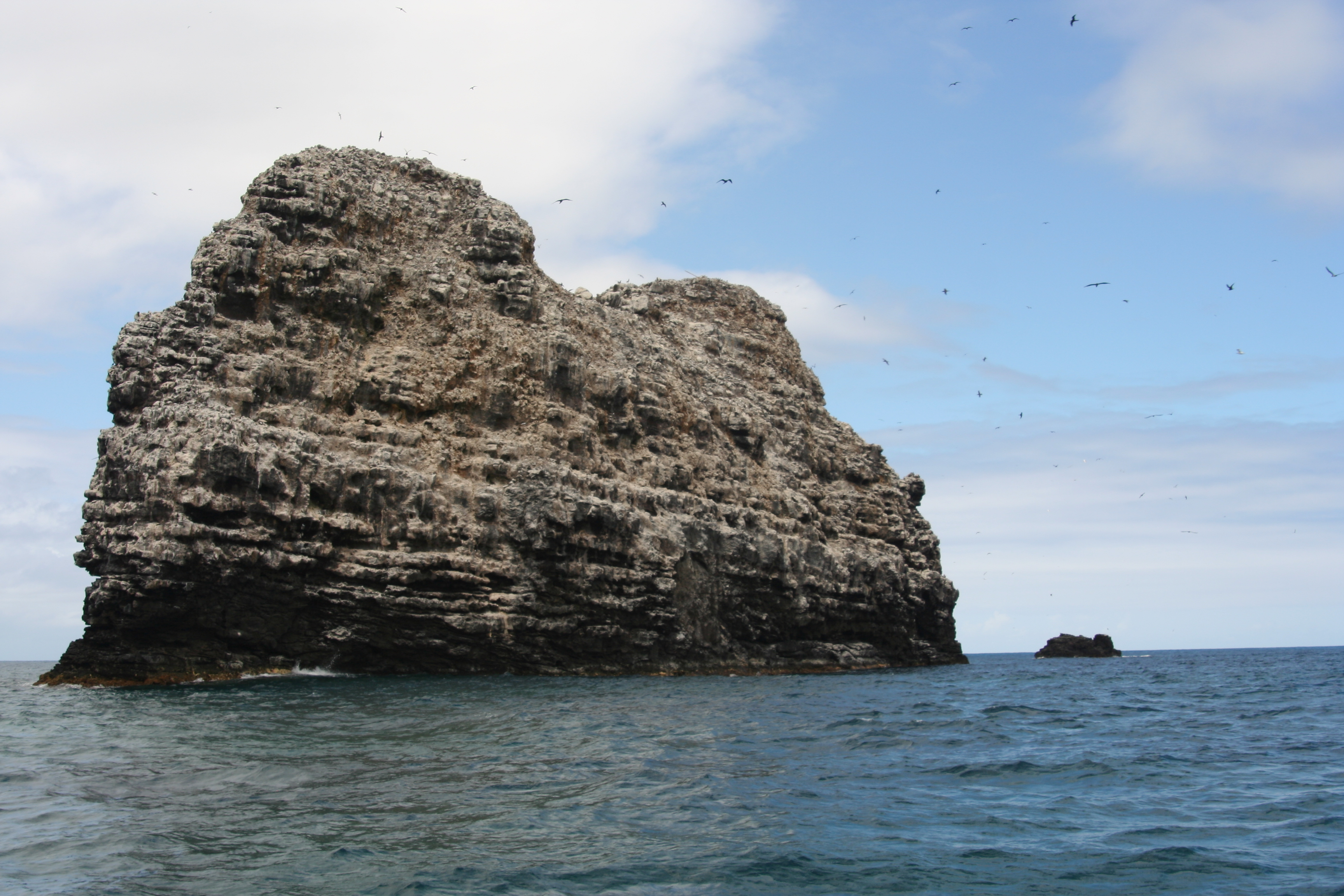
Il pinnacolo di La Perouse

Nel diciannovesimo secolo, compagnie Americane ed Europee iniziarono ad interessarsi alla possibilità di estrarre guano nelle Isole Hawaii. Il tenente della marina Statunitense John M. Brooke, navigando sulla goletta USS Fenimore Cooper, prese formalmente possesso delle French Frigate Shoals per gli Stati Uniti nel Gennaio del 1859, sulla base del Guano Island Act. Nel 1894, le French Frigate Shoals, l'atollo di Kure, l'atollo di Midway, e la Pearl and Hermes Reef furono affidate per 25 anni dalla Repubblica delle Hawaii alla North Pacific Phosphate and Fertilizer Company; tuttavia, i depositi di guano e fosfato alle Freanch Frigate Shoals vennero ritenuti impossibili da minare. La Repubblica non dichiarò formalmente il possesso del luogo fino al 13 Luglio 1895.
Le French Frigate Shoals furono incluse tra le isole annesse dagli Stati Uniti il 7 Luglio 1898, quando le Hawaii divennero un territorio degli Stati Uniti. Nel 1909 furono inserite nel Papahānaumokuākea.

### Seconda guerra mondiale
Nel Marzo del 1942 gli strateghi navali giapponesi trassero vantaggio dalla posizione isolata delle isole per usare le loro acque protette come un luogo di ormeggio e rifornimento per gli idrovolanti a lungo raggio impiegati nell'Operazione K. Ai postumi di questa offensiva il Comandante della US Pacific Fleet Chester W. Nimitz stabilì che ci sarebbe dovuta essere una presenza navale statunitense permanente nella zona.

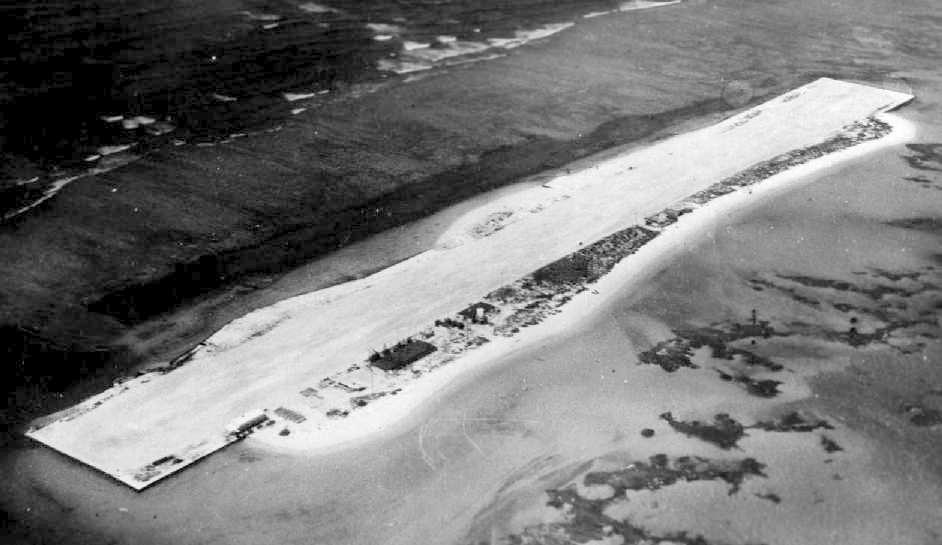
L'aeroporto delle French Frigate Shoals nel 1961.

Dopo la Battaglia delle Midway la Marina degli Stati Uniti costruì una stazione aerea e navale a Tern Island, ampliando l'isola in maniera tale da poter supportare una pista di atterraggio lunga 1000 m; Tern island oggi ha un'area totale di 10.527 ettari. La principale funzione della stazione era quella di fornire un luogo dove atterrare in sicurezza per gli aerei che volavano tra le Hawaii e l'atollo di Midway. L'aeroporto delle French Frigate Shoals comprende quel che rimane delle originali barriere frangiflutti, della pista e di alcuni edifici.
Una stazione LORAN è stata operativa su East island fino al 1952, e su Tern Island fino al 1979. Nel 1969 uno tsunami devastò le isole.
Lo United States Fish and Wildlife Service continua a mantenere operativa una stazione da campo sulle isole. Nel 2000 l'atollo è entrato a far parte del Northwestern Hawaiian Islands Coral Reef Ecosystem Reserve, che è stato poi incorporato nel Papahānaumokuākea nel 2006. Nel 2009 le isole vennero evacuate per l'avvicinamento dell'Uragano Neki con l'impiego di un C-130 della Guardia Costiera Statunitense (USCG) sulla pista di decollo di Tern island.

## Geologia ed ecologia

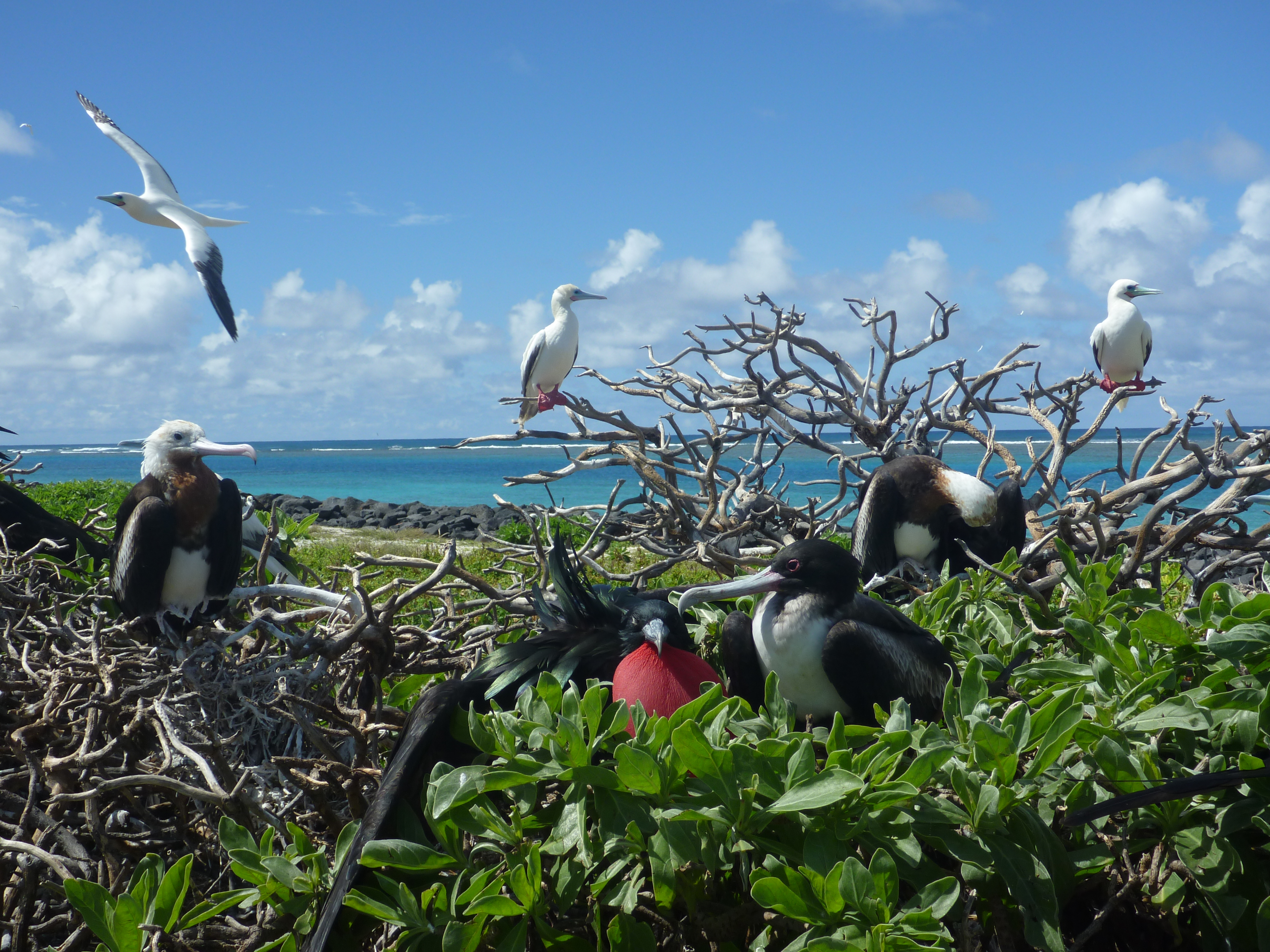
Fregate maggiori e sule piedirossi su Tern Island

Il pinnacolo di La Perouse, un affioramento roccioso al centro dell'atollo, è il più antico e più isolato nella catena delle isole Hawaii. Si erge per 37 m ed è circondato da barriere coralline. Per via della sua peculiare forma, il pinnacolo viene spesso confuso con una nave da lontano.
L'isola di Whale-Skate è un'isola parzialmente sommersa. Queste isole hanno sofferto considerevolmente degli effetti dell'erosione iniziata negli anni sessanta, e a partire dagli anni novanta Whale-Skate è stata completamente sommersa.
Il reef delle French Friagte Shoals è casa di 41 specie di scleractinie, incluse alcune specie che non si trovano altrove nella catena delle isole Hawaii. Sono presenti inoltre oltre 600 specie di invertebrati marini, molti dei quali sono endemici.
Più di 150 specie di alghe vivono fra le scogliere, molte delle quali si possono trovare nell'area immediatamente adiacente al pinnacolo di La Perouse. Questo ha originato speculazioni secondo le quali un influsso di nutrienti addizionali (nella forma di guano) siano responsabili della diversità e dell'abbondanza di alghe in questo ambiente. Le acque del reef sono poi casa di numerose specie di pesci; il Genicanthus personatus, endemico delle isole Hawaii, è qui relativamente comune. La maggior parte delle tartarughe verdi (Chelonia mydas) delle Hawaii si recano su queste spiagge per nidificare. I piccoli isolotti delle French Frigate Shoals costituiscono un rifugio per della più grande popolazione esistente di foca monaca delle Hawaii (Neomonachus schauinslandi), la seconda specie di pinnipedi più a rischio al mondo.
Le isole sono anche sede di un'importante colonia di uccelli marini, 18 specie diverse nidificano sulle isole; 16 delle quali su Tern Island e le rimanenti due (la sterna stolida blu-grigia e la sterna stolida bruna) sul pinnacolo di La Perouse. Troviamoː l'albatro piedineri, l'albatro di Laysan, il petrello delle isole Bonin, la berta di Bulwer, la berta del Pacifico o berta cuneata, la berta di Pasqua, il fetonte codarossa, la sula mascherata, la sula piedirossi, la sula fosca, la fregata maggiore, la sterna dagli occhiali, la sterna fuliginosa, la sterna stolida blu-grigia, la sterna stolida bruna, la sterna stolida nera e la sterna bianca. L'isola è anche terreno di svernamento per varie specie di trampolieri.
Una missione di ricerca di tre settimane nell'Ottobre 2006 da parte dell'Amministrazione Nazionale Oceanica ed Atmosferica (National Oceanic and Atmospheric Administration-NOOA) ha portato alla scoperta di oltre 100 specie mai avvistate precedentemente nell'area, incluse alcune non note alla scienza fino a quel momento. Le scoperte della ricerca hanno permesso di stabilire quali specie vivono nell'area e di determinare quanto bene l'ecosistema delle scogliere sia gestito e i pericoli che esso corre. Il progetto delle French Frigate Shoals è parte del Census of Coral Reef Ecosystem del Census of Marine Life.

## Le Isole
| Isola               | Area m2 | Coordinate                   |
| ------------------- | ------- | ---------------------------- |
| Shark Island        | 4294    | 23°51′09.9″N 166°19′26.3″W   |
| Tern Island         | 105276  | 23°52′10.7″N 166°17′04.6″W   |
| Trig Island         | 23298   | 23°52′17.8″N 166°14′35.9″W   |
| Skate Island        | 12808   | 23°52′02.8″N 166°13′53.9″W   |
| Whale Island        | 19212   | 23°52′02″N 166°13′51.1″W     |
| Disappearing Island | 9800    | 23°38′39.5″N 166°10′15.8″W   |
| Little Gin Island   | 19448   | 23°43′43.6″N 166°09′50.5″W   |
| Gin Island          | 9708    | 23°44′04.3″N 166°09′56.1″W   |
| Near Island         | 400     | 23°48′20″N 166°13′46″W       |
| Bare Island         | 400     | 23°47′33.25″N 166°12′05.75″W |
| East Island         | 35853   | 23°47′12.5″N 166°12′32.8″W   |
| Mullet Island       | 2462    | 23°49′29.3″N 166°13′29.5″W   |
| Round Island        | 3078    | 23°49′36″N 166°13′46.1″W     |
| La Perouse Pinnacle | 3677    | 23°46′10″N 166°15′39″W       |